# Carnota
Carnota là một đô thị của Tây Ban Nha ở tỉnh A Coruña trong cộng đồng tự trị của Galicia. Diện tích là 66.4 km², dân số là 5285 (đánh giá 2004) và mật độ dân số là 79.59 người/km²